# L'ultima volta che siamo stati bambini (romanzo)
L'ultima volta che siamo stati bambini è un romanzo del 2018 di Fabio Bartolomei.

## Trama
Nella Roma sotto la dittatura fascista del 1943, un gruppo di bambini di dieci anni passa le giornate giocando assieme: Italo, balilla figlio di un federale fascista; Vanda, orfana allevata dalle suore; Cosimo, che vive con il nonno e il fratello in quanto il padre è stato esiliato per essere un sovversivo; e Riccardo, figlio di commercianti ebrei.
Un giorno, Riccardo viene prelevato con tutti gli altri ebrei di Roma e deportato. Gli amici vengono a sapere vagamente che è stato portato in un "campo" in Germania, pertanto decidono di andare a liberarlo ritenendo che ci sia stato un errore e che la Germania non disti molto da Roma. Partono di nascosto seguendo le rotaie del treno, pensando ingenuamente di tornare in pochi giorni. Sulle loro tracce, appena accortasi della loro scomparsa, si mettono Vittorio, fratello maggiore di Italo, un soldato decorato ferito in guerra, e Suor Agnese, che si è profondamente affezionata a Vanda.
Il viaggio si rivela molto più difficile del previsto e i bambini devono affrontare il freddo e la fame, mentre attraversano le campagne flagellate dal conflitto. A un certo punto, il gruppo pensa di essere arrivato a destinazione vedendo quello che sembra l'ingresso del campo, salvo poi realizzare che si tratta di un vecchio edificio abbandonato. Suor Agnese li raggiunge per riportarli a casa (dopo che Vittorio è stato arrestato da dei soldati in quanto scambiato per un sovversivo), ma solo dopo che Italo, ammalatosi dopo aver preso freddo per aver trascorso la notte con i vestiti bagnati, muore, soccombendo all'indebolimento fisico.
Vanda e Cosimo restano traumatizzati per sempre dall'esperienza vissuta. Durante la crescita rimangono in contatto e ogni anno prendono il treno per andare ad Auschwitz (luogo dove Riccardo era stato portato e dove è morto) e onorare il viaggio di quando erano bambini.

## Adattamento cinematografico
Nel 2023, Claudio Bisio ha esordito alla regia con un film tratto dal romanzo.

## Edizioni
- L'ultima volta che siamo stati bambini, Roma, Edizioni e/o, 2021, ISBN 9788833573243, OCLC 1352588418.